# Embraer EMB 120 Brasilia
Embraer EMB 120 Brasilia je dvomotorni regionalni putnički avion kojeg proizvodi brazilska industrija zrakoplova Embraer.

## Dizajn i razvoj
Embraer EMB 120 Brasilia je prvi puta poletio 27. srpnja 1983. godine a u komercijalnu uporabu je ušao u listopadu 1985. Od 1994. proizvodnja je usmjerena isključivo na model EMB 120ER koji ima povećani domet (1575 km) i kapacitet putnika.

## Operativna povijest
Većina aviona Embraer EMB 120 Brasilia je prodana avio kompanijama u SAD-u. Također, avionu su prodavani i avio kompanijama u Europi i Africi. Osim za civilne potrebe, EMB 120 koriste i zračne snage Brazila, Urugvaja i Angole. Angoli je novi Embraer EMB 120 Brasilia dostavljen 2007. godine.
Avioni su se od 1983. do 2001. proizvodili na temelju serijske proizvodnje, dok se od 2007. proizvode po komadu ovisno o potrebama tržišta. EMB 120 Brasilia koristi mnoge komponente od aviona iz obitelji ERJ-145 koji su također još proizvodi.
Najveći broj ovih aviona koristi američka avio kompanija SkyWest Airlines - 50 aviona.

## Inačice
- EMB 120 - osnovna proizvodna inačica.
- EMB 120ER - model povećanog kapaciteta. Svi modeli EMB-120ER S / NS se mogu konvertirati u EMB-120FC ili EMB-120QC.[3]
- EMB 120FC - inačica namijenjena transportu tereta.
- EMB 120QC - nadograđena inačica za transport tereta.
- EMB 120RT - model za prijevoz putnika. Svi modeli EMB-120RT S / NS se mogu konvertirati u model EMB-120ER.[3]
- VC-97 - inačica za VIP transport namijenjena brazilskim zračnim snagama.

## Zrakoplovne nesreće
- avion kompanije Atlantic Southeast Airlines, let 2311, se 5. travnja 1991. godine srušio u Brunswicku, američka savezna država Georgia. Poginule su sve 23 osobe u avionu uključujući bivšeg teksaškog senatora Johna Towera i astronauta Sonnyja Cartera. Zbog greške na propeleru, piloti nisu mogli upravljati sustavom kontrole.
- avion kompanije Continental Express, let 2574, se 11. rujna 1991. godine raspao u letu pri čemu su poginuli svi putnici i članovi posade. Mediji su u početku nagađali da je do tragedije došlo zbog bombe u avionu, no istraga je pokazala na nedostatak vijaka na horizontalnim stabilizatorima što je u konačnici dovelo do nesreće.[4]
- avion kompanije Atlantic Southeast Airlines, let 529, se 21. kolovoza 1995. godine srušio u polju u blizini Carrolltonu, američka savezna država Georgia. Od 29 osoba u avionu, poginulo ih je 10. Razlog padu su bile teške vibracije motora.
- avion kompanije Comair, let 3272, se 9. siječnja 1997. godine srušio u gradu Ida, američka savezna država Michigan. Svi putnici i članovi posade su poginuli. Vjerojatni uzrok nesreće bilo je zaleđivanje određenih komponenti aviona.
- 22. ožujka 2010. poginula su dva pilota[5][6][7][8] australske avio kompanije Airnorth u nesreći na međunarodnom aerodromu Darwin, u obližnjoj vojnoj zračnoj bazi Kraljevskih australskih zračnih snaga.[9]

## Korisnici
Prema podacima iz kolovoza 2010. avione EMB 120 Brasilia koriste:

### Vojni korisnici
- Brazil: brazilske zračne snage koriste 17 EMB 120 Brasilia zrakoplova.
- Angola: nacionalne zračne snage Angole.[2]
- Urugvaj: urugvajske zračne snage.

### Civilni korisnici
- Brazil: Meta Linhas Aéreas (2 aviona) i Passaredo Transportes Aéreos (5 aviona).
- Angola: Air 26 (8 aviona) i Diexim Expresso (4 aviona).
- Australija:Airnorth (6 aviona), Network Aviation (6 aviona), Regional Pacific Airlines (2 aviona) i Skippers Aviation (6 aviona).
- JAR: Naturelink Charter (7 aviona) i African Airlines Investments (4 aviona).
- Mađarska: Budimpeštanska zrakoplovna služba (4 aviona).
- Mozambik: LAM Mozambique Airlines.
- Nigerija: Associated Aviation (4 aviona).
- Rusija: Atlant-Soyuz Airlines (4 aviona) i Region Avia Airlines (4 aviona).
- SAD: Ameriflight (7 aviona), Charter Air Transport (3 aviona), Everts Air (3 aviona), Great Lakes Aviation (6 aviona) i SkyWest Aviation (50 aviona).
- Španjolska: Swiftair (9 aviona).
- Turska: Orbit Express Airlines (1 avion).

## Tehničke karakteristike
Izvori podataka: John Taylor: "Jane's All World's Aircraft 1988-1989"
Osnovne karakteristike
- posada: 3 (pilot, kopilot i stjuardesa)
- kapacitet: 30 putnika
- dužina: 20 m
- raspon krila: 19,78 m
- površina krila: 39,4 m²
- visina: 6,35 m

Letne karakteristike
- najveća brzina: 608 km/h (378 mph, 328 čvorova)
- ekonomska brzina: 552 km/h (343 mph, 298 čvorova)
- dolet: 1.750 km (1.088 milja) - za prijevoz 30 putnika + 45 minuta rezerve
- najveća visina leta: 9.085 m
- motor: 2× Pratt & Whitney Canada PW100 turbo-fen motora
1.340 kW (1.800 KS)  snage po jednom motoru